# Arisaema wattii
Arisaema wattii är en kallaväxtart som beskrevs av Joseph Dalton Hooker. Arisaema wattii ingår i släktet Arisaema och familjen kallaväxter. Inga underarter finns listade.